# Un père et passe
Pour plus de détails, voir Fiche technique et Distribution.
Un père et passe est un film français réalisé par Sébastien Grall et sorti en 1989.

## Synopsis
Marianne a abandonné son métier de photographe quand elle a subi les bombardements à Beyrouth. Elle avait écrit des lettres aux pères potentiels de sa fille Camille, mais les lettres ne sont jamais parties. Elle reprend cependant son métier en Afrique du Sud, et retombe par hasard sur ces lettres.

## Fiche technique
- Réalisation : Sébastien Grall
- Scénario : Patrick Braoudé, Sébastien Grall, Alex Varoux
- Production : CA Films
- Image : Manuel Teran
- Musique : Pierre Papadiamandis, Joniece Jamison avec le titre Father
- Ingénieur du son : Pierre Lorrain, Gérard Lamps
- Montage : Jacques Comets
- Durée : 88 minutes[1]
- Genre : comédie
- Date de sortie : 
  - France : 9 août 1989

## Distribution
- Eddy Mitchell : Nikos
- Guy Marchand : Jacques Levasseur
- Véronique Genest : Marianne
- Luc Thuillier : Pascal
- François Berléand : Maxence
- Christian Charmetant : Cyril
- Ged Marlon : Le voisin
- Pénélope Schellenberg : Camille
- Franck de la Personne : Le flic
- Jacques Herlin : Armand